# Processo mastoideo

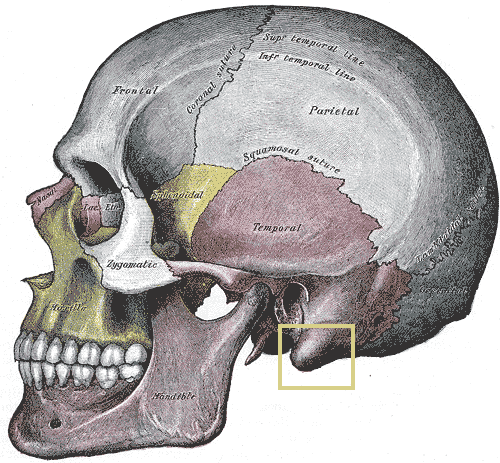
Vista laterale del cranio con il processo mastoideo evidenziato.

La porzione mastoidea dell'osso temporale si continua sotto in una proiezione conica, il processo mastoideo (o apofisi mastoide), la grandezza e la forma del quale varia alquanto; è più largo nel maschio che nella femmina.
Questo processo osseo serve come attacco del muscolo digastrico, dello sternocleidomastoideo, dello splenio del capo e del lunghissimo del capo.
L'etimologia della parola deriva dal greco mastòs (μαστός, -οῦ) che significa mammella, ed èidos che significa forma.